# 室女座FW
室女座FW，又名BD+02 2560，HD 109896、SAO 119508、HR 4807，是室女座的一颗恒星，视星等为5.71，位于銀經295.32，銀緯64.53，其B1900.0坐标为赤經12h 33m 16.3s，赤緯+2° 64.53′ 19″。